# المیریم، سائوتومه و پرنسیپ
المیریم، سائوتومه و پرنسیپ (به لاتین: Almeirim, São Tomé and Principe) یک منطقهٔ مسکونی در سائوتومه و پرنسیپ است که در São Tomé Province واقع شده‌است.